# 齋藤精輔
齋藤 精輔（さいとう せいすけ、慶応4年7月11日（1868年8月28日） - 昭和12年（1937年）5月13日）は、三省堂創業期の辞書編集者で編纂者。約50年間にわたって辞書の編集を続け、日本における近代的辞書の礎を築いたひとり。

## 生涯
山口県に生まれ、毛利公爵家の私教師をしながら東京農学校に通っていたが、三省堂創業者の亀井忠一に請われて同校を退学し、辞書編纂の仕事に没頭。『博言博士イーストレーキ、文学士棚橋一郎共著、ウェブスター新刊大辞書和訳字彙』を刊行して成功を収める。英語には「教壇英語」と「辞書英語」があるというのが齋藤の信念で、「教壇英語」は現代でいうコミュニケーションのための英語、意味を通じさせることを目的とした英語でこと足りるが、「辞書英語」は和漢英の教養をもった編者によって練られた、文語として洗練されたものであるべきだと考えていた。
齋藤はさらに、自ら黒子に徹し、イーストレーキのような外国人や、棚橋一郎のように学位を持った人間の名前を借りることで辞書に権威づけをするという戦略をとった。その後も裏方に徹した辞書編纂を続け、そのことが彼の人脈を拡げることにもつながった。地理書や教科書の編集にも関わる一方で、漢和辞典の編纂もおこない、また山田美妙の『日本大辞典』の版権を買って、それを基に『帝国大辞典』を手がけるなどした。
辞書編集に携わるうち、彼は日本で近代的な百科辞典を編纂・刊行することの必要を強く感じるようになる。三省堂から『日本百科大辞典』の刊行を企て、大隈重信等の著名人の名を編者に掲げて五巻まで刊行したが、莫大な資金がかかったために三省堂が倒産してしまう。その後、大隈らがこの百科辞典を完成させるべく実業家、学者、華族、政治家を巻き込んで運動を起こし、大正9年（1920年）に無事全十巻刊行の偉業を達成することができた。
「日曜祭日の休日を廃し、連日連夜校正の事に当たる」（『辞書生活五十年史』）徹底ぶりで出版界を牽引し、日本における百科事典編纂の歴史にその名を残したパイオニアであった。

## 略歴
- 1868年 - 周防国岩国(現在の山口県岩国市)に生まれる。
- 1880年 - 山口県に初めて作られた中学校（旧制）に第一期生として入学する。
- 1881年 - 亀井忠一が神田神保町に古書店として三省堂書店を設立。その後、出版にも進出。
- 1887年 - 亀井に懇願され、東京農学校（現在の東京農業大学）を退学し、三省堂の編集者となる。
- 1888年 - 『ウエブスター氏 新刊大辞書和訳辞彙』イーストレーキ, 棚橋一郎
- 1891年 - 三省堂編修所が設置される。
- 1892年 - 神田大火により三省堂焼失。
- 1896年 - 『ブリンクリー和英大辞典』フランシス・ブリンクリー, 南条文雄, 岩崎行親
- 1903年 - 『漢和大字典』三省堂編修所
- 1906年 - 『日本百科大辞典』を全2巻で構想。
- 1907年 - 『辞林』金沢庄三郎
- 1908年 - 『日本百科大辞典』大隈重信の第1巻。発刊を記念する園遊会が大隈邸で開かれ、渋沢栄一などが出席。
- 1911年 - 『模範英和辞典』神田乃武
- 1912年 - 『日本百科大辞典』を第5巻まで刊行した段階で資金不足に陥り、三省堂が倒産。
- 1913年 - 実業家、学者などによる日本百科大辞典完成会が資金を援助。
- 1915年 - 三省堂書店の出版、製造部門が独立し、株式会社三省堂が設立される。
- 1917年 - 『ABC引き日本辞典』井上哲次郎, 服部宇之吉, 新渡戸稲造ほか
- 1919年 - 『日本百科大辞典』全10巻が完結。
- 1925年 - 『広辞林』金沢庄三郎
- 1928年 - 『三省堂英和大辞典』三省堂編修所
- 1931年 - 『図解現代百科辞典』
- 1934年 - 『新修百科辞典』
- 1937年 - 死去。